# コロラド大学
コロラド大学（英語: University of Colorado）は、アメリカ合衆国コロラド州の州立大学群。本部はボルダーにある。

## 構成機関
- コロラド大学ボルダー校
- コロラド大学デンバー校（英語版）
- コロラド大学コロラドスプリングス校（英語版）